# Kim Dong-jin (árbitro)
- No confundir con el jugador Kim Dong-jin.

Kim Dong-jin (Corea del Sur; 9 de junio de 1973) es un árbitro  de fútbol de Corea del Sur. Es internacional FIFA desde el año 2005.

## Carrera en el fútbol
En la Copa Asiática 2011, pitó 2 partidos.
En la Copa Mundial de Fútbol Sub-20 de 2011, pitó los partidos Egipto vs. Panamá y Portugal vs. Nueva Zelanda de la primera fase, en octavos de final pitó el partido Francia vs. Ecuador.